# Jorge Reinel
Jorge Reinel (circa 1502–después de 1572) fue un renombrado cartógrafo portugués nacido en Lisboa, hijo del famoso Pedro Reinel, de quien heredó su profesión. 
Se destacó por la confección de precisos mapas universales. Enseñó su técnica a numerosos alumnos, entre los que se destacó el también famoso cartógrafo Diego Ribero.
Los mapas de Reinel fueron usados para dar fuerza a los reclamos de la corona de Castilla por las islas Molucas, ricas en especias exóticas. Produjo también varios mapas de la costa oeste de África, del Atlántico Norte y del Atlántico Sur.